# Amerikai Hanglemezgyártók Szövetsége
Az Amerikai Hanglemezgyártók Szövetsége (rövidítve RIAA) szakmai szervezet, amely a zeneipari cégeket képviseli Amerikában. A tagjai lemezkiadók és kereskedők, amelyek a RIAA szerint a legális zeneipar 90%-át képviselik Amerikában. Tagjai közt van a három legnagyobb kiadó, a „Big Three”-nek is nevezett csoport: a Sony Music Entertainment, az Universal Music Group és a Warner Music Group. A szervezet 1952-ben jött létre, és 1958-tól kezdve jogosult az aranylemezek kiadására, amely díjjal az egymillió eladott példány feletti előadókat jutalmazzák. 1975-ben megváltoztatták a rendszert, az aranylemezt 500 ezer példány után adták, és 1976-ban bevezették a platinalemezt az egymillió példány feletti eladásokra. A szervezet egyik legfontosabb célkitűzése az illegális zenekereskedelem visszaszorítása Amerikában.